# 米克尔·达姆斯高
米克尔·克罗·达姆斯高（丹麥語：Mikkel Krogh Damsgaard，丹麥語發音：[ˈtɑmsˌkɒˀ]；2000年7月3日—），是一名丹麦足球运动员，场上司职左边锋，目前效力于英超球队布伦特福德，并代表丹麦参加国际比赛。

## 俱乐部生涯

### 早期生涯
达姆斯高于2000年7月3日出生在丹麦小镇于灵厄。在他5岁时，他加盟了父亲执教的家乡球队于林厄FC，并在那里效力8年之久。在一场于灵厄的比赛中，本是来考察另一名小球员的北西兰球探相中了达姆斯高，并在赛后联系了他。不久后，达姆斯高以U-12球员的身份加盟了北西兰，并签下了一份直到2020年才会到期的青训合同。

### 北西兰
2017年9月27日，达姆斯高完成了加盟北西兰以来的正式比赛首秀，此时他年仅17岁。在这场北西兰客战丹丙球队维高的丹麦杯比赛中，达姆斯高打满全场，并在比赛中送出一记助攻，帮助球队4-0完胜对手。
2017年11月26日，彼时身披27号球衣的达姆斯高在北西兰与霍尔森斯的比赛中完成了自己的丹超首秀。

### 桑普多利亚
2020年2月6日，意甲俱乐部桑普多利亚在官网中确认，达姆斯高已经与球队签下了一份为期4年的合同，他将在2020年7月1日正式转会加盟。据丹麦媒体报道，达姆斯高的转会费预计将达到670万欧元（5000万丹麦克朗）。2020年10月17日，在桑普多利亚3-0完胜拉齐奥的比赛中，达姆斯高打进了个人的第一粒意甲进球。

## 國家隊生涯
2021年5月，達姆斯加德被選入丹麥隊参加2020年歐洲國家盃的大名單中。6月21日，達姆斯加德在2020年歐洲國家盃分組賽4-1大勝俄羅斯的比賽中踢進一球，幫助球隊因淨勝球優勢以小組第二的排名晉級十六強賽。

## 生涯数据

### 俱乐部
最後更新：2021年7月7日
| 俱乐部     | 赛季     | 联赛     | 联赛 | 联赛 | 本土杯赛 | 本土杯赛 | 欧战 | 欧战 | 合计 | 合计 |
| 俱乐部     | 赛季     | 联赛等级 | 出场 | 进球 | 出场     | 进球     | 出场 | 进球 | 出场 | 进球 |
| ---------- | -------- | -------- | ---- | ---- | -------- | -------- | ---- | ---- | ---- | ---- |
| 北西兰     | 2017–18  | 丹超     | 17   | 1    | 1        | 0        | —    | —    | 18   | 1    |
| 北西兰     | 2018–19  | 丹超     | 32   | 1    | 1        | 0        | 6    | 0    | 39   | 1    |
| 北西兰     | 2019–20  | 丹超     | 35   | 11   | 1        | 0        | —    | —    | 36   | 11   |
| 北西兰     | 合计     | 合计     | 84   | 13   | 3        | 0        | 6    | 0    | 93   | 13   |
| 桑普多利亚 | 2020–21  | 義甲     | 35   | 2    | 2        | 0        | —    | —    | 37   | 2    |
| 生涯總計   | 生涯總計 | 生涯總計 | 119  | 15   | 5        | 0        | 6    | 0    | 130  | 15   |

### 国家队进球
最後更新：2021年7月7日
先列出的数字为丹麦的比分。比分栏列出达姆斯高进球后的比分，结果栏显示丹麦的全场比分。
| # | 日期          | 地点                   | 国家队出场次数 | 对手     | 比分 | 结果         | 赛事               |
| - | ------------- | ---------------------- | -------------- | -------- | ---- | ------------ | ------------------ |
| 1 | 2021年3月28日 | 丹麦海宁，MCH竞技场    | 2              | 摩尔多瓦 | 2–0  | 8–0          | 2022年世界杯预选赛 |
| 2 | 2021年3月28日 | 丹麦海宁，MCH竞技场    | 2              | 摩尔多瓦 | 3–0  | 8–0          | 2022年世界杯预选赛 |
| 3 | 2021年6月21日 | 丹麦哥本哈根，公園球場 | 5              | 俄羅斯   | 1–0  | 4–1          | 2020年歐洲國家盃   |
| 4 | 2021年7月7日  | 英格兰倫敦，溫布利球場 | 8              | 英格兰   | 1–0  | 1–2 (加时赛) | 2020年歐洲國家盃   |